# Крістіан (комуна, Сібіу)
Крістіан (рум. Cristian) — комуна у повіті Сібіу в Румунії. До складу комуни входить єдине село Крістіан. Село засноване 1223 року німецькими поселенцями.
Комуна розташована на відстані 220 км на північний захід від Бухареста, 8 км на захід від Сібіу, 115 км на південь від Клуж-Напоки, 123 км на захід від Брашова.

## Населення
За даними перепису населення 2002 року у комуні проживали 3536 осіб.
Національний склад населення комуни:
| Національність | Кількість осіб | Відсоток |
| -------------- | -------------- | -------- |
| румуни         | 3435           | 97,1%    |
| німці          | 66             | 1,9%     |
| цигани         | 22             | 0,6%     |
| угорці         | 12             | 0,3%     |
| турки          | 1              | < 0,1%   |

Рідною мовою назвали:
| Мова      | Кількість осіб | Відсоток |
| --------- | -------------- | -------- |
| румунська | 3465           | 98,0%    |
| німецька  | 61             | 1,7%     |
| угорська  | 10             | 0,3%     |

Склад населення комуни за віросповіданням:
| Релігія                                       | Кількість осіб | Відсоток |
| --------------------------------------------- | -------------- | -------- |
| православні                                   | 3232           | 91,4%    |
| п'ятдесятники                                 | 77             | 2,2%     |
| лютерани (Аугсбурзького сповідання)           | 68             | 1,9%     |
| адвентисти                                    | 62             | 1,8%     |
| баптисти                                      | 59             | 1,7%     |
| греко-католики                                | 13             | 0,4%     |
| римо-католики                                 | 9              | 0,3%     |
| бретрени                                      | 7              | 0,2%     |
| лютерани (Синодально-пресвітеріанська церква) | 3              | 0,1%     |
| не релігійні                                  | 2              | 0,1%     |
| реформати                                     | 1              | < 0,1%   |
| не вказали релігію                            | 1              | < 0,1%   |

## Зовнішні посилання
- Дані про комуну Крістіан на сайті Ghidul Primăriilor [Архівовано 5 червня 2010 у Wayback Machine.]